# Arc de Constantí
L'Arc de Constantí (en llatí Arcus Constantini, en italià Arco di Costantino) és un arc de triomf de tres obertures (amb un pas central flanquejat per dos passos laterals més petits), situat a Roma, a poca distància del Colosseu. Fou dedicat pel Senat per commemorar la victòria de l'emperador romà Constantí contra Maxenci a la batalla del Pont Milvi (28 d'octubre del 312) i inaugurat oficialment el 315 (pels decennalia) o el 325 dC (vicennalia).
L'arc està construït amb carreus (opus quadratum) de marbre blanc de diverses qualitats, amb blocs de pedra reciclats de monuments més antics. També se'n van reutilitzar bona part dels elements arquitectònics i de les escultures de la decoració, sobretot relleus i escultures procedents de l'època de Trajà, Hadrià i Marc Aureli.
Comptant-hi l'àtic (la part superior), l'arc assoleix els 25 m d'altura, amb 25,7 metres de llarg i 7,4 de profunditat, sent així el monument triomfal més gran i millor conservat de Roma.
L'estructura arquitectònica és molt semblant a la de l'Arc de Septimi Sever del Fòrum Romà, amb les tres obertures emmarcades per columnes exemptes erigides sobre alts pedestals; fins i tot alguns temes decoratius, com les Victòries de les petxines de l'arc central, reprenen el mateix model.